# 若見町
若見町（わかみちょう）は、愛知県田原市の地名。30の小字が設置されている。

## 地理
旧赤羽根町西部に位置する。東は赤羽根町、西は越戸町に接する。

### 字一覧
字名は以下の通りである。
| - 新居（あらい） - 池ノ上（いけのうえ） - 市場（いちば） - 亀太郎（かめたろう） - 鬼堕（きおとし） - 北寺（きたでら） - 小山（こやま） - 小山浦（こやまうら） - 小山田（こやまだ） - 権亟地（ごんじょうち） | - 猿田（さるだ） - 清水（しみず） - 下地（しもじ） - 社宮司（しゃぐうじ） - 帯刀沢（たいとうざわ） - 大場（だいば） - 力石（ちからいし） - 築田（ついだ） - 土手ノ内（どてのうち） - 鳥居（とりい） | - 中島（なかじま） - 野川（のがわ） - 広畑（ひろはた） - 松渕（まつぶち） - 丸出（まるだし） - 箕形（みかた） - 目代橋（めだいばし） - 矢倉石（やくらいし） - 弥次郎（やじろう） - 山ノ田（やまのた） |

## 歴史

### 沿革
- 江戸時代 - 三河国渥美郡の田原藩領若見村として所在[5]。
- 1873年（明治6年） - 大道寺において若見学校を設置する[5]。
- 1876年（明治9年） - 若見学校を普蔵院に移転する[5]。
- 1887年（明治20年） - 越戸尋常小学校が越戸村に設置され、その分教場が当地に設置される[5]。
- 1889年（明治22年） - 合併に伴い、若戸村大字若見となる[5]。
- 1906年（明治39年） - 合併に伴い、赤羽根村大字若見となる[5]。
- 1950年（昭和25年） - 地内に簡易水道が整備される[5]。
- 1952年（昭和27年） - 若戸保育園が開園する[5]。
- 1958年（昭和33年） - 町制施行に伴い、赤羽根町大字若見となる[5]。

## 施設
- 豊川用水[3]
- 田原市立若戸小学校[3]
- 若戸保育園[3]
- 若見農業研修センター[3]
- 池尻公民館[3]
- 老人福祉センター[3]
- 八幡社[3]
- 白山比咩神社[3]
- 高根神社[3]
- 市杵嶋社[3]
- 根ノ神社[3]
- 諏訪明神社[3]
- 山ノ神社[3]
- 秋葉社[3]
- 気長神社[3]
- 真宗高田派普蔵寺[3]
- 浄土宗大道寺[3]
- 曹洞宗普門院[3]

## 学区
市立小・中学校に通う場合、学区は以下の通りとなる。また、公立高等学校に通う場合の学区は以下の通りとなる。
| 番・番地等 | 小学校             | 中学校               | 高等学校 |
| ---------- | ------------------ | -------------------- | -------- |
| 全域       | 田原市立若戸小学校 | 田原市立赤羽根中学校 | 三河学区 |

## その他

### 日本郵便
- 郵便番号 : 441-3503[1]（集配局：田原郵便局[8]）。